# Силлери, Никола Брюлар де
Николя Брюлар де Силлери (Nicolas Brulart de Sillery; 17 декабря 1544 — 1 октября 1624) — французский дипломат, хранитель печати и канцлер Французского королевства.

## Биография
Происходил из семьи магистраторов. 30 мая 1573 года занял должность советника в парижском парламенте и в последующее время работал в его составе на различных должностях. В 1594 году стал президентом парламента. По приказу короля Генриха III отправился в 1589 году с дипломатической миссией в Швейцарию. В 1595 и 1602 годах от имени Генриха Наваррского вёл переговоры в Швейцарии и в кантоне Граубюнден. В 1598 году способствовал заключению Вервенского мира между Францией, Испанией и Савойей; вёл в Риме дело о разводе короля с Маргаритой Валуа и о заключении брака с Марией Медичи, сумев получить у папы Климента VIII признание недействительности этого брака.
С 1607 года был канцлером Франции и безуспешно пытался убедить Генриха IV в необходимости хороших отношений с Испанией. Ревностный католик, он не ладил с протестантом Сюлли. После убийства Генриха IV в 1610 году продолжал занимать свой пост при регентше Марии Медичи; конфликтовал с её фаворитом Кончино Кончини, по настоянию которого ему 28 апреля 1616 года пришлось удалиться в Тур, лишь формально сохранив пост канцлера. 
После убийства Кончини 24 апреля 1617 году был возвращён в Париж, сменил Ришельё на посту государственного секретаря по военным делам, совмещая её с должностью канцлера. Его сын Пьер Брюлар, виконт де Пюизье стал вместо Ришельё государственным секретарём по иностранным делам.
После смерти 15 декабря 1621 фаворита короля Людовика XIII герцога де Люина фактически возглавлял правительство Франции, проводя политику примирения с испанскими и немецкими Габсбургами. Захват Испанией Вальтеллины, произведённый при попустительстве Брюлара, привёл 2 января 1624 года к его отставке по настоянию суперинтенданта финансов Ла Вьевиля и кардинала Ришельё. Остаток жизни провёл в родном имении, был похоронен в окрестностях Понтуаза.